# Pamela Flood
Pamela Ann Mary Flood (* 25. Juli 1971 in Tallaght) ist eine irische Fernsehmoderatorin.

## Leben
Flood wurde 1993 zur Miss Ireland gewählt und vertrat Irland bei den Miss World 1993 und Miss Universe 1994. Im Jahr 1996 trat sie als Tänzerin im irisch-schwedischen Film „The Disappearance of Finbar“ auf. 1997 begann sie bei Raidió Teilifís Eireann und moderierte unter anderem die Modenschau „Off the Rails“. Sie trat in der irischen Comedy-Serie „Anonymous“ auf und war Gastmoderatorin bei der Tuk-Show „The Podge and Rodge Show“.
2008 nahm sie an der irischen Version des Genealogie-Programms Who Do You Think You Are? teil, in der Einzelheiten zu ihrer Familie enthüllt wurden.